# Domnului profesor, cu dragoste
Domnului profesor, cu dragoste (titlul original: în engleză To Sir, with Love) este un film dramatic britanic, realizat în 1967 de regizorul James Clavell, 
după romanul omonim autobiografic al scriitorului E.R. Braithwaite, protagonist fiind actorul Sidney Poitier și prezentându-i pe Judy Geeson, Christian Roberts, Suzy Kendall și Lulu, care și-au făcut debutul în acest film. 

## Rezumat
Mark Thackeray este un inginer șomer care își ia un loc de muncă ca profesor în East End-ul londonez. Curând își dă seama că elevii sunt extrem de violenți. Conduși de Bert Denham și Pamela Dare, ei încearcă să preia controlul asupra clasei. La început, Thackeray încearcă să rămână calm și liniștit, dar apoi se lasă provocat. În cele din urmă, el introduce reguli mai stricte în timp ce încearcă să trateze elevii ca pe niște adulți. Thackeray câștigă o parte din clasă, dar nu și pe Denham. Conflictul se intensifică din ce în ce mai mult. Aflând de demisia colegilor săi, Mark decide să-și stabilească propriile metode, departe de orice teorie educațională. 
La terminarea anului școlar, la serbarea de absolvire, la care este invitat și Thackeray, acesta primește un cadou de la elevi. Deși tocmai a primit un loc de muncă în profesia sa de inginer, el se decide totuși să continue să lucreze ca profesor.

## Distribuție
- Sidney Poitier – dl. Mark Thackeray
- Judy Geeson – Pamela Dare
- Christian Roberts – Bert Denham
- Suzy Kendall – domnișoara Gillian Blanchard
- Lulu – Barbara "Babs" Pegg
- Faith Brook – Miss Grace Evans
- Geoffrey Bayldon – dl. Theo Weston
- Patricia Routledge – Clinty Clintridge
- Ann Bell – dna. Dare
- Christopher Chittell – Potter
- Adrienne Posta – Moira Joseph
- Edward Burnham – dl. Florian, director
- Rita Webb – dna. Joseph
- Gareth Robinson – Tich Jackson
- Lynne Sue Moon – domnișoara Wong
- Anthony Villaroel – Seales
- Richard Willson – Curly
- Michael Des Barres – Williams
- Fred Griffiths – deținătorul standului de tarabe
- Marianne Stone – Gert
- Dervis Ward – dl. Bell (profesor psiholog)
- Fiona Duncan – Euphemia Phillips
- Mona Bruce – Josie Dawes
- Margaret Heald – Osgood
- Sally Cann – o elevă
- Stewart Bevan – un elev
- The Mindbenders – ei înșiși (formație pop)

## Melodii din film
- To Sir, With Love – textul de Don Black, muzica Mark London (ca Marc London), interpretată de Lulu (nemenționat)
- It's Getting Harder All The Time – textul de Ben Raleigh, muzica Charles Albertine, interpretată de The Mindbenders (nemenționat)
- Off And Running – textul de Toni Wine, muzica Carole Bayer Sager, interpretată de The Mindbenders (nemenționat)
- Stealing My Love From Me – textul și muzica de Mark London

## Aprecieri
„ Schema dramei pedagogice e abordată cu sensibilitate și emoție, cu o foarte bună creație a lui Poitier. ”—T. Caranfil , Dicționar universal de filme 